# Referéndum de Alemania de 1933
El 12 de noviembre de 1933 se celebró en Alemania un referéndum sobre la retirada de la Sociedad de Naciones, junto con elecciones al Reichstag. La medida fue aprobada por el 95% de los votantes con una participación del 96%. Fue el primero de una serie de referendos celebrados por el gabinete alemán bajo el mando del canciller Adolf Hitler, después de que el gabinete se confiriera a sí mismo la capacidad de celebrar referendos el 14 de julio de 1933.

## Historia
Para avivar el sentimiento nacionalista en el período previo a la votación, el Partido Nazi programó intencionalmente el referéndum para que se celebrara lo más cerca posible del decimoquinto aniversario del Armisticio de Compiègne, entonces un recuerdo amargo en la mente no sólo de los nazis sino también de también la mayoría de los alemanes comunes y corrientes. Como las elecciones alemanas siempre se celebraban los domingos, la votación se celebró un día después del aniversario.
Sobre la naturaleza democrática del referéndum, el politólogo Arnold Zurcher escribe que «sin duda hubo una gran cantidad» de «presión oficial intangible», pero «(probablemente muy poca) coerción e intimidación francas en las urnas». El historiador Heinrich August Winkler señala que «el rechazo del sistema de Versalles fue extraordinariamente popular» y que en esta etapa de la historia de la Alemania nazi todavía era posible votar negativamente, invalidar el voto o no votar en absoluto «sin gran riesgo personal». En particular, los nazis no hicieron ningún esfuerzo por impedir la emisión de votos negativos o inválidos en distritos que se sabía que tenían grandes poblaciones de judíos, polacos y otras minorías étnicas, a quienes todavía se les permitía votar. Los resultados desfavorables esperados en tales áreas serían útiles en la propaganda como prueba de deslealtad al Reich.

## Resultados
En Prusia Oriental, bastión de los junkers, el apoyo a la retirada alcanzó el 97%, mientras que en Hamburgo, antiguo bastión comunista, el resultado fue de 84% a favor. Esta variación regional se repitió en el referéndum de 1934. En general, las zonas rurales del país fueron más favorables y las ciudades menos favorables a la retirada, pero el apoyo general fue mayor que para conceder poderes presidenciales a Hitler en 1934.
La participación electoral fue mayor en la región de Pfalz, donde votaron el 98% de los electores registrados. La tasa más baja se registró en el próspero suburbio berlinés de Potsdam, con un 90%.
| Opción                             | Votos      | %    |
| ---------------------------------- | ---------- | ---- |
| A favor                            | 40,633,852 | 95.1 |
| En contra                          | 2,101,207  | 4.9  |
| Votos nulos/en blanco              | 757,676    | –    |
| Total                              | 43,492,735 | 100  |
| Votantes registrados/participación | 45,178,701 | 96.3 |
| Fuente: Nohlen & Stöver            |            |      |